# Gabriel Adenis
 (mai 2025).
Gabriel Adenis, né le 31 mai 1879 au Grand-Bourg (Creuse) et mort le 18 février 1941 au Grand-Bourg, est un notaire et un homme politique français.

## Biographie
Fils de Théophile Adenis, notaire au Grand-Bourg, et de Marie Migout, héritière de la banque Migout, il est diplômé en droit et de l'École des langues orientales vivantes, président de la Chambre des notaires de l'arrondissement de Guéret, il devient maire de sa commune natale en 1919.
Pendant la Première Guerre mondiale, il est mobilisé. Caporal dans un régiment d'infanterie, il finit la guerre avec le grade de lieutenant, et obtient la Légion d'honneur en 1920.
Il se présente comme candidat de l'Alliance démocratique aux élections législatives de 1924 sur la Liste républicaine démocratique et sociale. Élu, il rejoint le groupe parlementaire de la Gauche républicaine démocratique, émanation de l'Alliance à la Chambre des députés.
En 1928, il se présente aux élections législatives dans la circonscription de Guéret, le scrutin de liste ayant été supprimé, mais, arrivé en troisième position à l'issue du premier tour, il choisit de se retirer.
Après cette défaite, il se consacre à la mairie de Grand-Bourg, et meurt le 18 février 1941 dans son château de Collonges.

## Sources
- « Gabriel Adenis », dans le Dictionnaire des parlementaires français (1889-1940), sous la direction de Jean Jolly, PUF, 1960 [détail de l’édition]
- Guy Avizou, Dictionnaire des parlementaires du Limousin sous la IIIe République: Creuse, PU Limoges, 2001, p. 21-24